# Lazizbek Mirzaev
Lazizbek Mirzaev (Taskent, Uzbekistán, 5 de octubre de 2006) es un futbolista uzbeko que juega como centrocampista en el Lokomotiv Tashkent de la Super Liga de Uzbekistán.

## Estadísticas

### Clubes
Actualizado al último partido disputado el 26 de agosto de 2023.
| Club                          | Div.          | Temporada     | Liga  | Liga  | Liga   | Copas nacionales | Copas nacionales | Copas nacionales | Copas internacionales | Copas internacionales | Copas internacionales | Total | Total | Total  |
| Club                          | Div.          | Temporada     | Part. | Goles | Asist. | Part.            | Goles            | Asist.           | Part.                 | Goles                 | Asist.                | Part. | Goles | Asist. |
| ----------------------------- | ------------- | ------------- | ----- | ----- | ------ | ---------------- | ---------------- | ---------------- | --------------------- | --------------------- | --------------------- | ----- | ----- | ------ |
| Lokomotiv Tashkent Uzbekistán | 2.ª           | 2023          | 6     | 0     | 0      | 1                | 0                | 0                | —                     | —                     | —                     | 7     | 0     | 0      |
| Lokomotiv Tashkent Uzbekistán | 1.ª           | 2024          | 0     | 0     | 0      | 0                | 0                | 0                | —                     | —                     | —                     | 0     | 0     | 0      |
| Lokomotiv Tashkent Uzbekistán | Total club    | Total club    | 6     | 0     | 0      | 1                | 0                | 0                | 0                     | 0                     | 0                     | 7     | 0     | 0      |
| Total carrera                 | Total carrera | Total carrera | 6     | 0     | 0      | 1                | 0                | 0                | 0                     | 0                     | 0                     | 7     | 0     | 0      |